# 鲁穆瓦地区贝维尔
鲁穆瓦地区贝维尔（法語：Berville-en-Roumois，法語發音：[bɛʁvil ɑ̃ ʁumwa]）是法国厄尔省的一个旧市镇，属于贝尔奈区。2017年1月1日，鲁穆瓦地区贝维尔和相邻的另外2个市镇合并为新市镇莱蒙迪鲁穆瓦（Les Monts du Roumois），并成为该市镇的政府驻地。

## 地理
鲁穆瓦地区贝维尔（49°17'45"N, 0°49'21"E）面积9.25 平方千米，位于法国诺曼底大区厄尔省，该省份为法国北部内陆省份，北起滨海塞纳省，西接奧恩省和卡爾瓦多斯省，南至厄尔-卢瓦省，东临瓦兹省、瓦兹河谷省和伊夫林省。
与鲁穆瓦地区贝维尔接壤的市镇（或旧市镇、城区）包括：博贝纳尔科曼、鲁穆瓦地区弗朗库尔克雷西、博盖拉尔-德马库维尔、大布特鲁尔德。

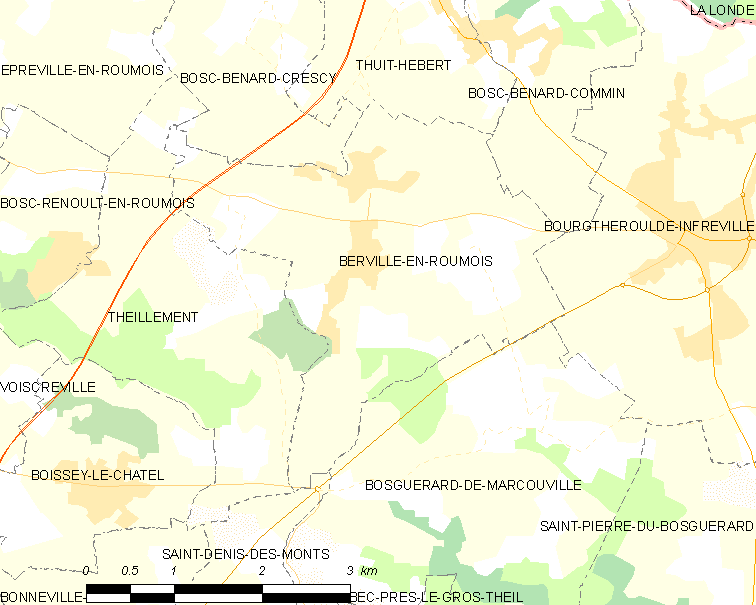
鲁穆瓦地区贝维尔的OSM定位图

鲁穆瓦地区贝维尔的时区为UTC+01:00、UTC+02:00（夏令时）。

## 行政
鲁穆瓦地区贝维尔的邮政编码为27520，INSEE市镇编码为27062。

## 政治
鲁穆瓦地区贝维尔所属的省级选区为大布特鲁尔德县。

## 人口

1962-2008年间鲁穆瓦地区贝维尔人口变化图示

鲁穆瓦地区贝维尔于2018年1月1日时的人口数量为854人。